# Вудлон (деревня)
Вудлон (Вудлан; англ. Woodlawn; ирл. Móta, Мота) — деревня в Ирландии, находится в графстве Голуэй (провинция Коннахт).
Местная железнодорожная станция была открыта 1 августа 1858 года и закрыта для товароперевозок 2 июня 1978 года.